# Weinmannia paitensis
Weinmannia paitensis är en tvåhjärtbladig växtart som beskrevs av Schlechter. Weinmannia paitensis ingår i släktet Weinmannia och familjen Cunoniaceae. Inga underarter finns listade i Catalogue of Life.